# کوئینزلند (جورجیا)
کوئینزلند (به انگلیسی: Queensland) یک منطقهٔ مسکونی در ایالات متحده آمریکا است که در شهرستان بن هیل، جورجیا واقع شده‌است. کوئینزلند ۷۵٫۹ متر بالاتر از سطح دریا واقع شده‌است.